# Cantabria Bisons 2022
Questa voce raccoglie le informazioni riguardanti i Cantabria Bisons nelle competizioni ufficiali della stagione 2022.

## LNFA Serie B 2022

### Stagione regolare
| Santander 19 dicembre 2021, ore 12:00 Recupero 1ª giornata Intergruppo | Cantabria Bisons | 7 – 12 referto | Camioneros de Coslada | Campo de rugby IMD "Ruth Beitia" |

| Santander 30 gennaio 2022, ore 12:00 2ª giornata Grupo Norte | Cantabria Bisons | 43 – 0 referto | CDE Berserkers | Campo de rugby IMD "Ruth Beitia" |

| Santander 13 febbraio 2022, ore 12:00 3ª giornata Grupo Norte | Cantabria Bisons | 0 – 33 referto | Mercenarios de Villamayor de Gállego | Campo de rugby IMD "Ruth Beitia" |

| Guadalajara 27 febbraio 2022, ore 11:00 4ª giornata Grupo Norte | Guadalajara Stings | 51 – 12 referto | Cantabria Bisons | Campo de Fútbol Municipal Pedro Escartín |

| Pinto 6 marzo 2022, ore 11:30 Recupero 2ª giornata Intergruppo | Pinto Goldbats | 42 – 15 referto | Cantabria Bisons | Estadio Municipal Rafael Mendoza |

| Torrelavega 27 marzo 2021, ore 12:00 7ª giornata Grupo Norte | CDE Berserkers | 0 – 48 referto | Cantabria Bisons | Complejo Deportivo Oscar Freire |

## Statistiche di squadra
| Competizione      | %Vittorie | In casa | In casa | In casa | In casa | In casa | In casa | In trasferta | In trasferta | In trasferta | In trasferta | In trasferta | In trasferta | Totale | Totale | Totale | Totale | Totale | Totale |
| Competizione      | %Vittorie | G       | V       | N       | P       | Pf      | Ps      | G            | V            | N            | P            | Pf           | Ps           | G      | V      | N      | P      | Pf     | Ps     |
| ----------------- | --------- | ------- | ------- | ------- | ------- | ------- | ------- | ------------ | ------------ | ------------ | ------------ | ------------ | ------------ | ------ | ------ | ------ | ------ | ------ | ------ |
| Stagione regolare | .333      | 3       | 1       | 0       | 2       | 50      | 45      | 3            | 1            | 0            | 2            | 75           | 93           | 6      | 2      | 0      | 4      | 125    | 138    |
| Totale            | .333      | 3       | 1       | 0       | 2       | 50      | 45      | 3            | 1            | 0            | 2            | 75           | 93           | 8      | 2      | 0      | 4      | 125    | 138    |